# Ans
Ans (valonă Anse) este o comună francofonă din regiunea Valonia din Belgia. Comuna este formată din localitățile Ans, Alleur, Loncin și Xhendremael și este situată în aglomerația orașului Liège. Suprafața totală a comunei este de 23,35 km². La 1 ianuarie 2008 comuna avea o populație totală de 27.550 locuitori. 